# Tour der englischen Rugby-Union-Nationalmannschaft nach Südafrika 2000
| Tour der Engländer nach Südafrika 2000 | Tour der Engländer nach Südafrika 2000 | Tour der Engländer nach Südafrika 2000 | Tour der Engländer nach Südafrika 2000 | Tour der Engländer nach Südafrika 2000 |
| Übersicht                              | S                                      | G                                      | U                                      | N                                      |
| -------------------------------------- | -------------------------------------- | -------------------------------------- | -------------------------------------- | -------------------------------------- |
| Test Matches                           | 2                                      | 1                                      | 0                                      | 1                                      |
| Sonstige Spiele                        | 3                                      | 3                                      | 0                                      | 0                                      |
| Gesamt                                 | 5                                      | 4                                      | 0                                      | 1                                      |
|                                        |                                        |                                        |                                        |                                        |
| Südafrika                              | 2                                      | 1                                      | 0                                      | 1                                      |

Die Tour der englischen Rugby-Union-Nationalmannschaft nach Südafrika 2000 umfasste eine Reihe von Freundschaftsspielen der englischen Rugby-Union-Nationalmannschaft. Sie reiste im Juni 2000 durch Südafrika und bestritt fünf Spiele. Darunter waren zwei Test Matches gegen die südafrikanische Nationalmannschaft, die mit je einem Sieg und einer Niederlage endeten. Hinzu kamen drei weitere Spiele gegen regionale Auswahlteams, in denen die Engländern dreimal als Sieger vom Platz gingen.

## Spielplan
- Hintergrundfarbe grün = Sieg
- Hintergrundfarbe rot = Niederlage

(Test Matches sind grau unterlegt; Ergebnisse aus der Sicht Englands)
| # | Datum         | Gegner    | Ort           | Stadion                 | Ergebnis |
| - | ------------- | --------- | ------------- | ----------------------- | -------- |
| 1 | 13. Juni 2000 | Leopards  | Potchefstroom | Olën Park               | 52:22    |
| 2 | 17. Juni 2000 | Südafrika | Pretoria      | Loftus Versfeld Stadium | 13:18    |
| 3 | 20. Juni 2000 | Griquas   | Kimberley     | Griqua Park             | 55:16    |
| 4 | 24. Juni 2000 | Südafrika | Bloemfontein  | Free State Stadium      | 27:22    |
| 5 | 28. Juni 2000 | Falcons   | Brakpan       | Bosman Stadium          | 36:27    |

## Test Matches
| 17. Juni 2000 17:10 SAST | Südafrika                     | 18 : 13         | England                                                        | Loftus Versfeld Stadium, Pretoria Zuschauer: 45.150 Schiedsrichter: Colin Hawke (Neuseeland) |
| 17. Juni 2000 17:10 SAST | Straftritte: van Straaten (6) | (15:10) Bericht | Versuche: Luger Erhöhungen: Stimpson Straftritte: Stimpson (2) | Loftus Versfeld Stadium, Pretoria Zuschauer: 45.150 Schiedsrichter: Colin Hawke (Neuseeland) |

Aufstellungen:
- Südafrika: De Wet Barry, Selborne Boome, Rassie Erasmus, Robbie Fleck, Robbie Kempson, Charl Marais, Willie Meyer, Percy Montgomery, Krynauw Otto, Breyton Paulse, Pieter Rossouw, Joost van der Westhuizen, Braam van Straaten, André Venter, André Vos  
 Auswechselspieler: Thinus Delport, Corné Krige, Ollie le Roux, Albert van den Berg, Chester Williams
- England: Neil Back, Kyran Bracken, Mike Catt, Lawrence Dallaglio, Phil Greening, Danny Grewcock, Austin Healey, Richard Hill, Martin Johnson , Jason Leonard, Dan Luger, Matt Perry, Tim Stimpson, Mike Tindall, Julian White 
 Auswechselspieler: David Flatman, Leon Lloyd, Mark Regan, Simon Shaw, Joe Worsley

| 24. Juni 2000 17:05 SAST | Südafrika                                                                                    | 22 : 27         | England                                         | Free State Stadium, Bloemfontein Zuschauer: 42.000 Schiedsrichter: Stuart Dickinson (Australien) |
| 24. Juni 2000 17:05 SAST | Versuche: van der Westhuizen Erhöhungen: Montgomery Straftritte: Montgomery van Straaten (4) | (12:18) Bericht | Straftritte: Wilkinson (8) Dropgoals: Wilkinson | Free State Stadium, Bloemfontein Zuschauer: 42.000 Schiedsrichter: Stuart Dickinson (Australien) |

Aufstellungen:
- Südafrika: De Wet Barry, Selborne Boome, Robbie Fleck, Robbie Kempson, Corné Krige, Charl Marais, Percy Montgomery, Krynauw Otto, Breyton Paulse, Pieter Rossouw, Joost van der Westhuizen, Braam van Straaten, André Venter, Cobus Visagie, André Vos  
 Auswechselspieler: Ollie le Roux, Chester Williams
- England: Neil Back, Kyran Bracken, Mike Catt, Ben Cohen, Lawrence Dallaglio, Phil Greening, Danny Grewcock, Austin Healey, Richard Hill, Martin Johnson , Jason Leonard, Matt Perry, Mike Tindall, Julian White, Jonny Wilkinson 
 Auswechselspieler: David Flatman, Leon Lloyd, Simon Shaw, Joe Worsley